# Maria Powalisz-Bardońska

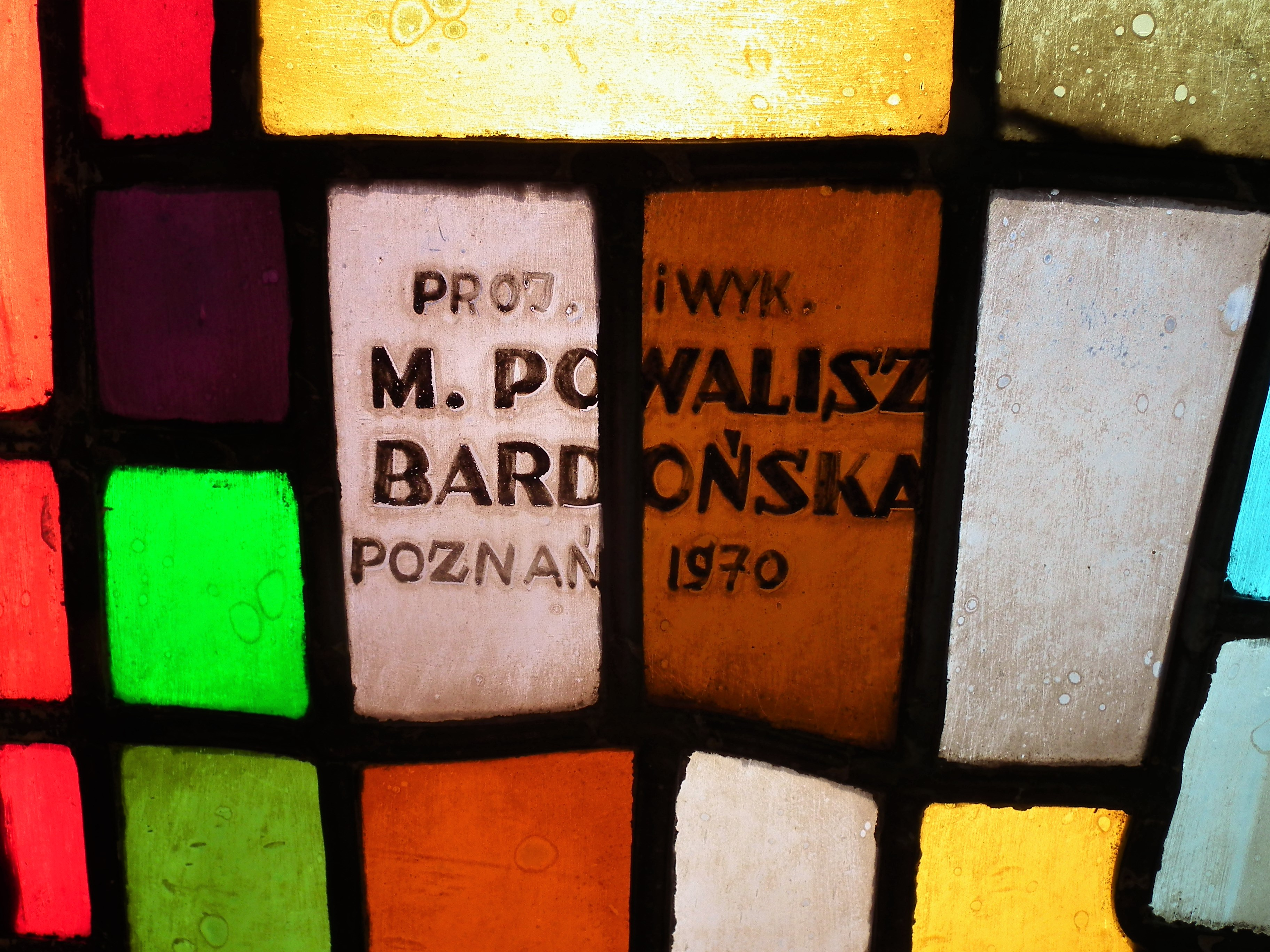
Sygnatura na witrażu

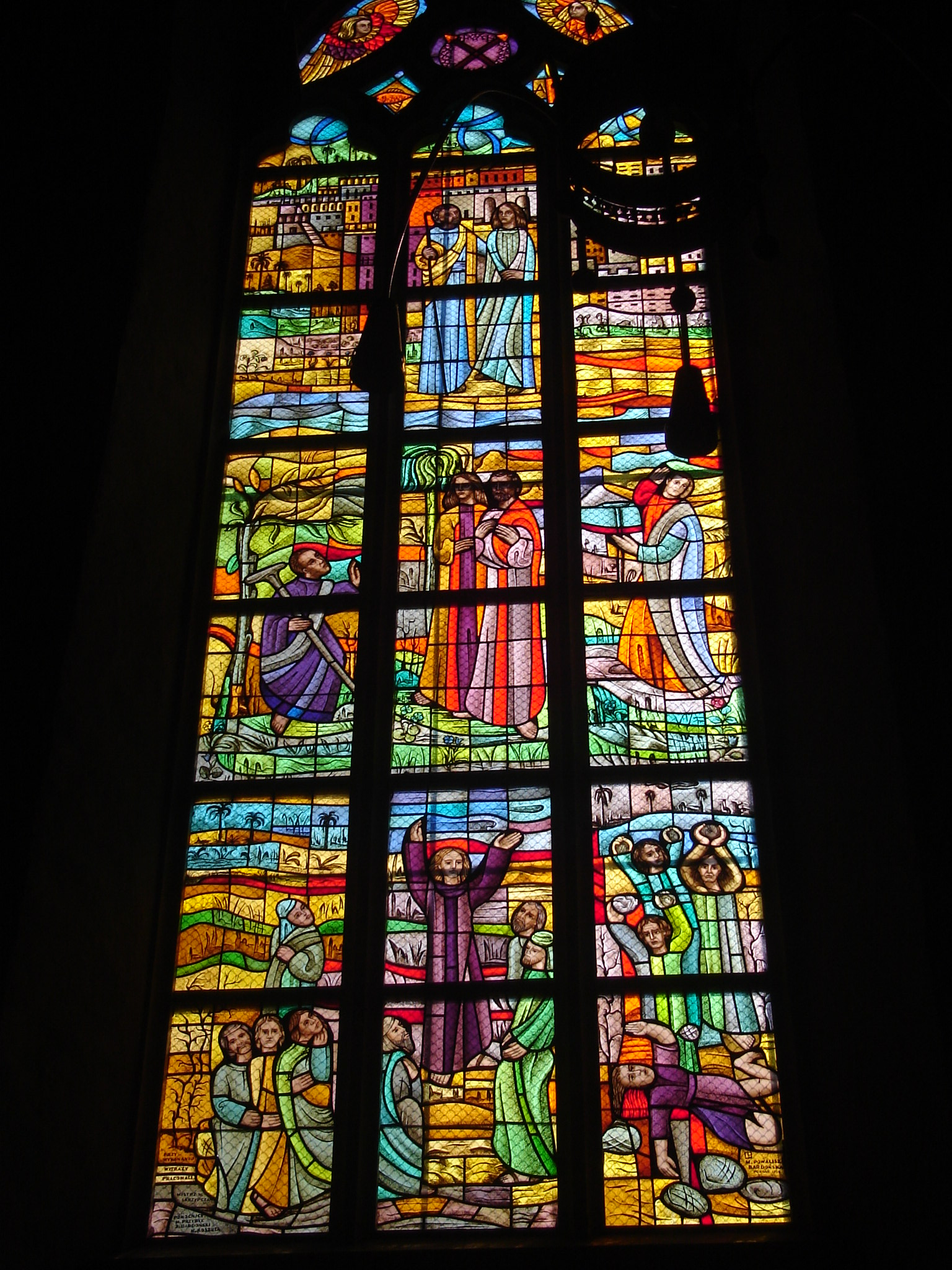
Kościół Matki Bożej Częstochowskiej w Lubinie

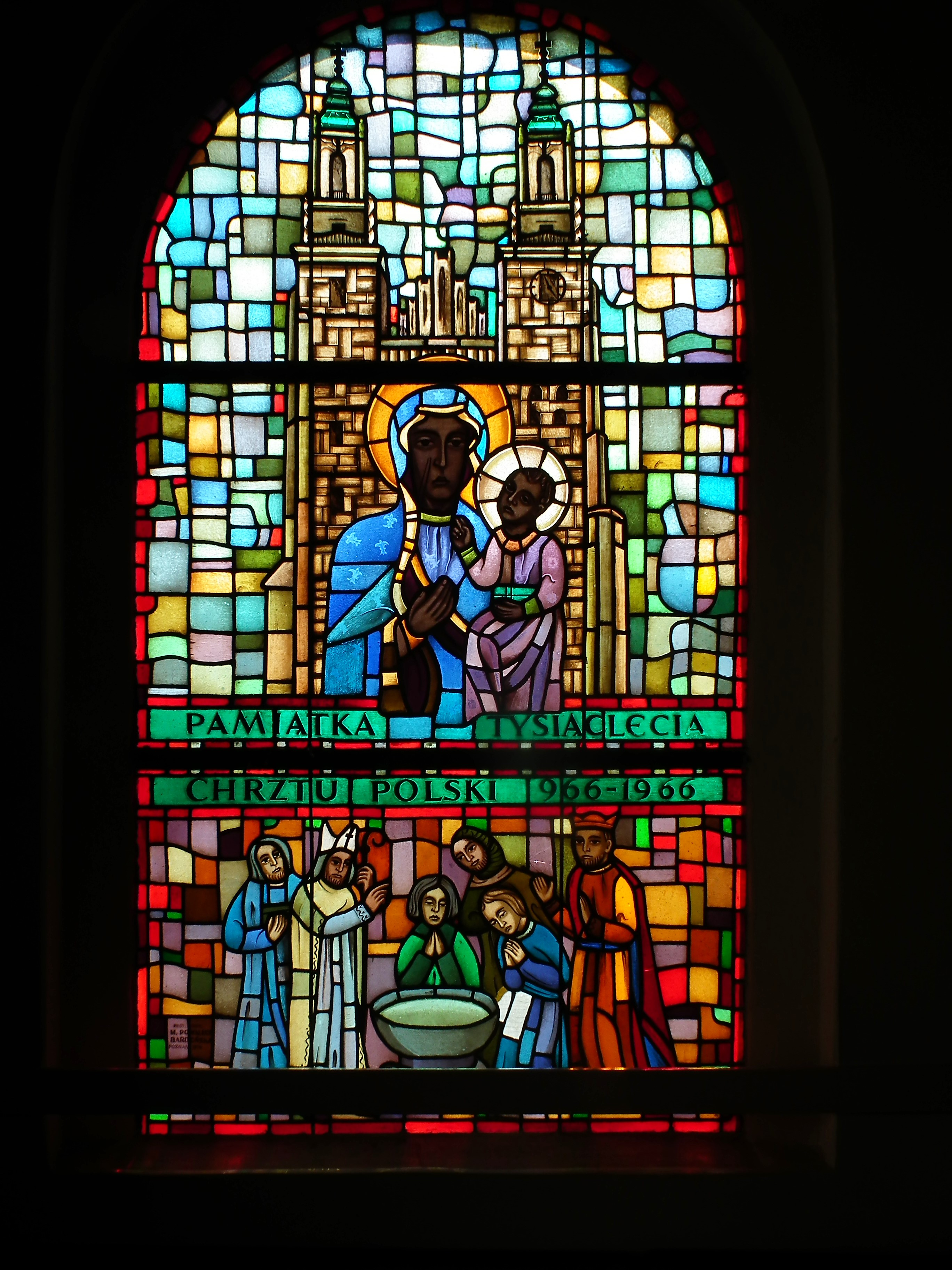
Kościół św. Jadwigi w Wilkowie Polskim (1970)

Maria Powalisz-Bardońska (ur. 10 czerwca 1935 w Poznaniu, zm. 21 listopada 2021 tamże) – polska witrażystka.

## Życiorys
Była córką witrażysty Stanisława Powalisza oraz Pelagii z Kasprzyków. Rodzina została przesiedlona przez hitlerowców w 1939 z Poznania w okolice Częstochowy (via obóz na Głównej). W 1945 powrócili do Poznania i odbudowali pracownię witraży na ul. Bydgoskiej 5 (Śródka). Jej pierwszym sukcesem artystycznym było zwycięstwo w rysunkowym konkursie dziecięcym tygodnika Przekrój (1946). W 1948 rozpoczęła (z nacisku rodziców) naukę w Technikum Gastronomicznym. Jako przodownik pracy społecznej mogła wybrać uczelnię wyższą bez egzaminów.
Zaczęła studia z zakresu historii sztuki na UAM (u prof. Gwido Chmarzyńskiego). W 1956 obroniła pracę magisterską (Średniowieczne witraże Chełmna, Włocławka i Torunia). Od 1955 praktycznie uczyła się witrażownictwa w pracowni rodzinnej. W 1958 rozpoczęła studia na Wyższej Szkole Sztuk Plastycznych w Poznaniu. Opiekunami byli Jacek Puget i Bazyli Wojtowicz.
Od 1961, wraz ze stopniowym pogarszaniem się stanu zdrowia ojca, zaczęła projektować witraże. W 1968 ojciec zmarł, w związku z czym podjęła samodzielną pracę. Artystkę wsparł arcybiskup Antoni Baraniak, powierzając jej kontynuowanie prac nad witrażami w katedrze poznańskiej. W 1968 została przewodniczącą Komisji Egzaminacyjnej Mistrzowsko-Czeladniczej Witrażowniczej przy Izbie Rzemieślniczej w Poznaniu. W 1978 zdobyła tytuł mistrza rzemiosła artystycznego. W 1982 została przewodniczącą Krajowej Komisji Problemowej Rzemiosła Artystycznego przy Centralnym Związku Rzemiosła w Warszawie.

## Życie prywatne
W 1962 wyszła za mąż za inżyniera Zbigniewa Bardońskiego, z którym ma dwóch synów: Jakuba (ur. 1963, witrażysta) i Jerzego (ur. 1972). W 1991 artystka powierzyła prowadzenie warsztatu Jakubowi, a sama skupiła się wyłącznie na projektowaniu.

## Realizacje
Owocem pracy artystki są dzieła dla ponad 140 obiektów sakralnych i świeckich w Polsce i za granicą. Najważniejsze realizacje, to witraże dla:
- katedry poznańskiej (5 sztuk w prezbiterium i trzy sztuki w kaplicach),
- kościoła gotyckiego w Kętrzynie (1970–1972),
- Sądu Rejonowego w Poznaniu (1970–1971),
- statku Powstaniec Wielkopolski (5 sztuk; 1976),
- promów Pomerania i Silesia (1978),
- sali reprezentacyjnej poznańskiej Izby Rzemieślniczej (1977),
- kawiarni poznańskich: Literacka, Swatka i Smakosz (1972–1979),
- Muzeum Narodowego Rolnictwa w Szreniawie (1976–1977),
- kościoła w Szprotawie (1979–1980),
- kościoła Matki Bożej Częstochowskiej w Lubinie (1979–1980),
- kościoła św. Wojciecha w Poznaniu (4 sztuki; 1968–1970),
- kościoła kapucynów w Warszawie (jeden, 1970),
- kościoła św. Jana Chrzciciela w Gnieźnie (1977),
- kościoła Świętego Ducha w Stargardzie (1978),
- kościoła w Kowarach (1983),
- Biblioteki Uniwersyteckiej w Poznaniu (1984-1986)[4],
- kościoła jezuitów w Gdańsku Wrzeszczu,
- Muzeum Ziemi Lubuskiej w Zielonej Górze (1977–1987),
- archikatedry w Gnieźnie (osobiste zlecenie kardynała Stefana Wyszyńskiego, 27 sztuk),
- katedry w Warszawie (według projektów Wacława Taranczewskiego i Zbigniewa Łoskota,
- katedry w Pelplinie (witraż wschodni; 1997)[2][5].